# Aleksandr Erokhin
Aleksandr Yuryevich Erokhin - em russo, Александр Юрьевич Ерохин (Barnaul, 13 de outubro de 1989) - é um futebolista Russo que atua como meio-campo. Atualmente, joga pelo Zenit.

## Títulos
Sheriff Tiraspol
- Campeonato Moldavo: 2008, 2009, 2010
- Copa da Maldávia: 2008, 2009

Zenit
- Campeonato Russo: 2018–19, 2019–20, 2020–21, 2021–22, 2022–23
- Copa da Rússia: 2019–20
- Supercopa da Rússia: 2020, 2021, 2023